# Бернард (епископ Санта Руфина)
Бернард, Can. Reg. of S. Frediano of Lucca (Bernardo, Bernard, Bernardus) — католический церковный деятель XII века. На консистории 1145 года провозглашен кардиналом-священником церкви Сан-Клементе. Посылался в качестве папского легата в Германию в 1153 и 1158 годах. Участвовал в выборах папы Анастасия IV (1153), Адриана IV (1154) и Александра III (1159). Стал кардиналом-епископом Порто-Санта Руфина в декабре 1158 года. В 1162 году Бернард в качестве одного из папских легатов Александра III был направлен в Павию для мирных переговоров с императором Фридрихом I.